# Westerdeichstrich
Westerdeichstrich er en by og kommune i det nordlige Tyskland, beliggende i Amt Büsum-Wesselburen under Kreis Dithmarschen. Kreis Dithmarschen ligger i den sydvestlige del af delstaten Slesvig-Holsten.

## Geografi
Kommunen er et turistområde, beliggende ud til Nordsøen. I området ligger ud over Westerdeichstrich, landsbyerne Augustenhof, Groven og Stinteck.